# Guarda (stacja kolejowa)
Guarda (port: Estação Ferroviária da Guarda) – stacja kolejowa w Guarda, w Portugalii. Została otwarta w 1882. W 2002 miała miejsce przebudowa stacji. Jest obsługiwana przez Comboios de Portugal.